# Hakhlu
Hakhlu (in armeno Հախլլու?, in azero Haxulu) o Hartashen (in armeno Հարթաշեն?) è una piccola comunità rurale del distretto di Xocavənd in Azerbaigian, facente parte fino al 2020 della regione di Hadrowt' nella repubblica di Artsakh, già repubblica del Nagorno Karabakh, situata su un altopiano in una zona collinare non lontana da Varanda.
Secondo il censimento del 2005 contava circa cento abitanti.

## Storia
Durante il periodo sovietico, il villaggio faceva parte del distretto di Hadrut dell'Oblast' Autonoma del Nagorno Karabakh. Prima del conflitto del Nagorno Karabakh, il villaggio era abitato da circa 600 azeri. L'8 gennaio 1992, gli abitanti azeri del villaggio furono costretti a lasciare Hakhlu a causa dei bombardamenti delle forze armene. Durante la Prima guerra del Nagorno Karabakh, il villaggio passò sotto il controllo delle forze armene il 2 ottobre 1992. Dopo la Prima guerra del Nagorno Karabakh, il villaggio venne amministrato come parte della regione di Hadrut della Repubblica separatista di Artsakh. Il villaggio è passato sotto il controllo dell'Azerbaigian durante la guerra del Nagorno Karabakh del 2020.

## Monumenti e luoghi d'interesse
Siti del patrimonio storico presenti nel villaggio e nei suoi dintorni includono un cimitero risalente al periodo compreso tra il XVII e il XIX secolo.